# Bruche du haricot
Acanthoscelides obtectus
Espèce
La bruche du haricot (Acanthoscelides obtectus) est une espèce d'insectes coléoptères de la famille des Chrysomelidae, de la sous-famille des Bruchinae qui vit principalement dans les graines de haricot. Cette espèce d'origine sud-américaine a envahi l'Europe au début du XXe siècle.

## Description
L'insecte adulte, aux élytres tronqués, mesure de 3 à 4 mm de long.

## Biologie
Au printemps, les femelles pondent leurs œufs à la surface des graines de haricot en perforant les gousses qui commencent à jaunir ou sur la paroi interne de ces dernières, par paquets allant jusqu'à 30 œufs (de 0,6 mm de long environ). L'incubation dure quelques jours (jusqu'à deux semaines) et donne naissance à une larve primaire munie de longues pattes. Celle-ci pénètre à l'intérieur d'une graine et mue, se transformant en larve apode qui poursuit son développement dans la graine.
La nymphose se produit au bout de trois semaines en moyenne et donne naissance à l'insecte adulte en juillet. À partir de ce moment, un nouveau cycle de reproduction commence, les femelles pouvant pondre leurs œufs sur des graines entreposées. Si le climat s'y prête, plusieurs cycles peuvent se succéder durant l'été et l'automne. L'hivernage des adultes se fait à l'intérieur des graines stockées à l'abri, ces insectes ne pouvant survivre en plein air en pays tempéré.
Cette espèce attaque principalement les haricots (genre Phaseolus), mais aussi d'autres fabacées (ou légumineuses) comme le pois chiche, les lentilles, le soja...

## Ennemis naturels
- Certains (?) insectes parasitent les adultes.
- Les larves sont attaquées par un acarien, Pyemotes ventricosus.

## Moyens de lutte
Pour éliminer les haricots parasités par la bruche du haricot (communément appelée charançon), on peut entreposer les grains destinés au semis au congélateur à -35 °C pendant 24 à 48 heures. Afin de ne pas provoquer de choc thermique, on les laissera ensuite la même durée au réfrigérateur entre 0 et 4 °C puis on pourra les conserver entre 10 et 20 °C jusqu'au semis.